# 일본의 마천루 목록
일본의 마천루 목록이다. 현재 일본에서 가장 높은 건물은 지상 60층, 301m짜리 아베노하루카스(오사카부 오사카시 아베노구, 높이 300m)로 일본에서 가장 높은 구조물은 도쿄 스카이트리(도쿄도 스미다구, 높이 634.0m)이다.

## 가장 높은 건축물
다음은 일본에 있는 높이 180m 이상의 초고층 건축물의 목록이다. 높은 첨탑을 포함하고 안테나 방송탑은 포함하지 않는다. 높이 비교를 위해 기존의 구조물도 게재한다.
범례: = 같은 높이에 동 순위의 빌딩
| 순위 | 이름                                          | 사진 | 높이    | 층수 | 완공   | 위치                             | 비고                                                                     |
| ---- | --------------------------------------------- | ---- | ------- | ---- | ------ | -------------------------------- | ------------------------------------------------------------------------ |
| —    | 도쿄 스카이트리                               | —    | 634.0m  | 32층 | 2012년 | 도쿄도 스미다구                  | 세계에서 가장 높은 자립식 전파탑                                         |
| —    | 도쿄 타워                                     | —    | 333m    | 7층  | 1958년 | 도쿄도 미나토구                  | 일본에서 두 번째로 높은 전파탑, 세계에서 22번째로 높은 전파탑            |
| 1    | 아베노하루카스                                |      | 301m    | 60층 | 2014년 | 오사카부 오사카시 아베노구       | 일본에서 제일 높은 건물                                                  |
| 2    | 요코하마 랜드마크 타워                        |      | 295.8m  | 70층 | 1993년 | 가나가와현 요코하마시 니시구     | 아베노하루카스가 완공되기 전까지는 일본에서 가장 높은 빌딩이었다.        |
| 3    | 린쿠 게이트 타워 빌딩                         |      | 256.1m  | 56층 | 1996년 | 오사카부 이즈미사노시            | 아베노하루카스가 완공되기 전까지는 서일본에서 가장 높은 빌딩이었다.      |
| 4    | 오사카부 사키시마청사                         |      | 256.0m  | 55층 | 1995년 | 오사카부 오사카시 스미노에구     | [ 9 ] [ 10 ]                                                             |
| 5    | 미드타운 타워                                 |      | 248.1m  | 54층 | 2007년 | 도쿄도 미나토구                  | 도쿄도에서 가장 높은 건물                                                |
| 6    | 도라노몬 힐스                                 |      | 247m    | 52층 | 2014년 | 도쿄도 미나토구                  |                                                                          |
| 7    | 미들랜드 스퀘어                               |      | 246.9m  | 47층 | 2007년 | 아이치현 나고야시 나카무라구     | 주부 지방에서 가장 높은 빌딩                                             |
| 8    | JR 센트럴 오피스 타워                         |      | 245.0m  | 51층 | 2000년 | 아이치현 나고야시 나카무라구     | [ 15 ] [ 16 ]                                                            |
| 9    | 도쿄도청 빌딩                                 |      | 242.9m  | 48층 | 1991년 | 도쿄도 신주쿠구                  | [ 17 ] [ 18 ]                                                            |
| 10   | NTT 도코모 요요기 빌딩                        |      | 240m    | 27층 | 2001년 | 도쿄도 시부야구                  | 데릭을 포함하면 높이 도쿄도 한 (272.0m)의 건물                           |
| 11   | 선샤인 60                                     |      | 239.9m  | 60층 | 1978년 | 도쿄도 도시마구                  | [ 21 ] [ 22 ]                                                            |
| 12   | 롯폰기 힐스 모리 타워                         |      | 238.1m  | 54층 | 2003년 | 도쿄도 미나토구                  | [ 23 ] [ 24 ]                                                            |
| 13   | 신주쿠 파크 타워                              |      | 235.0m  | 52층 | 1994년 | 도쿄도 신주쿠구                  | [ 25 ] [ 26 ]                                                            |
| 14   | 도쿄 오페라 시티                              |      | 234.4m  | 54층 | 1996년 | 도쿄도 신주쿠구                  | [ 27 ] [ 28 ]                                                            |
| 15   | 스미토모 부동산 롯폰기 그랜드 타워            |      | 230.76m | 40층 | 2016년 | 도쿄도 미나토구                  | [ 29 ]                                                                   |
| 16   | JR 센트럴 호텔 타워                           |      | 226.0m  | 53층 | 2000년 | 아이치현 나고야시 나카무라구     | [ 30 ] [ 31 ]                                                            |
| 17   | 신주쿠 미쓰이 빌딩                            |      | 224.9m  | 55층 | 1974년 | 도쿄도 신주쿠구                  | [ 32 ] [ 33 ]                                                            |
| 18   | 신주쿠 센터 빌딩                              |      | 223.0m  | 54층 | 1979년 | 도쿄도 신주쿠구                  | [ 34 ] [ 35 ]                                                            |
| 19   | 세이루카 가든                                 |      | 220.6m  | 47층 | 1994년 | 도쿄도 주오구                    | [ 36 ] [ 37 ]                                                            |
| 20   | 이즈미 가든 타워                              |      | 216.0m  | 45층 | 2002년 | 도쿄도 미나토구                  | [ 38 ] [ 39 ]                                                            |
| 21   | 시오도메 시티 센터                            |      | 215.8m  | 43층 | 2003년 | 도쿄도 미나토구                  | [ 40 ] [ 41 ]                                                            |
| —    | G1 타워                                       | —    | 213.5m  | 9층  | 2010년 | 이바라키현 히타치나카시          | 세계에서 제일 높은 엘리베이터 연구 시설, 이바라키현에서 가장 높은 구조물 |
| 22   | 덴쓰 빌딩                                     |      | 213.3m  | 48층 | 2002년 | 도쿄도 미나토구                  | [ 42 ] [ 43 ]                                                            |
| 23   | 액트시티 하마마쓰                             |      | 213.0m  | 45층 | 1994년 | 시즈오카현 하마마쓰시 주오구     | 시즈오카현에서 가장 높은 건물                                            |
| 24   | JR 게이트 타워                                |      | 211.1m  | 46층 | 2017년 | 아이치현 나고야시 나카무라구     | [ 46 ] [ 47 ]                                                            |
| 25   | 신주쿠 스미토모 빌딩                          |      | 210.3m  | 52층 | 1974년 | 도쿄도 신주쿠구                  | [ 48 ] [ 49 ]                                                            |
| —    | 도시마 청소 공장                              | —    | 210.0m  | 11층 | 1999년 | 도쿄도 도시마구                  | 세계에서 제일 높은 소각로 굴뚝                                           |
| 26   | The Kitahama(기타하마 타워)                   |      | 209.4m  | 54층 | 2009년 | 오사카부 오사카시 주오구         | 일본에서 가장 높은 분양 아파트                                           |
| 27   | 더 파크 하우스 니시신주쿠 타워 60             | —    | 208.97m | 60층 | 2017년 | 도쿄도 신주쿠구                  |                                                                          |
| 28   | 아카사카 인터시티 AIR                         |      | 205.08m | 47층 | 2012년 | 도쿄도 미나토구                  |                                                                          |
| 29=  | 그랜 도쿄 북부 타워                           |      | 204.9m  | 43층 | 2007년 | 도쿄도 지요다구                  | [ 53 ] [ 54 ]                                                            |
| 29=  | 그랜 도쿄 남부 타워                           |      | 204.9m  | 42층 | 2007년 | 도쿄도 지요다구                  | [ 55 ] [ 56 ]                                                            |
| 31   | 모드 학원 코쿤 타워                           |      | 203.7m  | 50층 | 2008년 | 도쿄도 신주쿠구                  | 세계에서 두 번째로 높은 교육 빌딩                                        |
| 32   | 파크 시티 미쓰이-코스기 미드 스카이 타워      | —    | 203.5m  | 59층 | 2009년 | 가나가와현 가와사키시 나카하라구 | [ 59 ] [ 60 ]                                                            |
| 33   | 신주쿠 노무라 빌딩                            |      | 203.3m  | 50층 | 1978년 | 도쿄도 신주쿠구                  | [ 61 ] [ 62 ]                                                            |
| 34   | 크로스 타워 오사카 베이                       |      | 200.4m  | 54층 | 2006년 | 오사카부 오사카시 미나토구       | [ 63 ] [ 64 ]                                                            |
| 35=  | 요미우리 신문 도쿄 본사 빌딩                  |      | 200.0m  | 33층 | 2013년 | 도쿄도 지요다구                  | [ 65 ]                                                                   |
| 35=  | JP 타워                                       |      | 200.0m  | 38층 | 2012년 | 도쿄도 지요다구                  | 구 도쿄 중앙 우체국의 외관이 일부 저장되어 있다.                         |
| 35=  | JP 타워 나고야                                |      | 200.0m  | 40층 | 2015년 | 아이치현 나고야시 나카무라구     | [ 69 ] [ 70 ]                                                            |
| 35=  | ORC200 (오사카 베이 타워)                     |      | 200.0m  | 51층 | 1993년 | 오사카부 오사카시 미나토구       | [ 71 ] [ 72 ]                                                            |
| 39   | 오테마치 타워                                 |      | 199.7m  | 38층 | 2014년 | 도쿄도 지요다구                  |                                                                          |
| 40   | 나카노시마 페스티벌 타워 웨스트               | —    | 199.27m | 41층 | 2017년 | 오사카부 오사카시 기타구         |                                                                          |
| 41   | 나카노시마 페스티벌 타워                      |      | 198.96m | 39층 | 2012년 | 오사카부 오사카시 기타구         | [ 73 ] [ 74 ]                                                            |
| 42   | 아크 힐즈 센고쿠야마 모리 타워                |      | 198.9m  | 47층 | 2012년 | 도쿄도 미나토구                  | 도라 노몬 · 롯폰기 지역 첫째 종 시가지 재개발 사업                       |
| 43   | 신마루노우치 빌딩                             |      | 197.6m  | 38층 | 2007년 | 도쿄도 지요다구                  | [ 77 ] [ 78 ]                                                            |
| 44   | 시티 타워 히로시마                            |      | 197.5m  | 52층 | 2016년 | 히로시마현 히로시마시 미나미구   | [ 79 ]                                                                   |
| 45   | KEPCO 빌딩                                    |      | 195.5m  | 41층 | 2004년 | 오사카부 오사카시 기타구         | [ 80 ] [ 81 ]                                                            |
| 46   | 스미토모 부동산 신주쿠 그랜드 타워            |      | 195.25m | 40층 | 2011년 | 도쿄도 신주쿠구                  | 니시 8-초메 시게코 지구 제일 종 시가지 재개발 사업                       |
| 47   | 하루미 아일랜드 트리톤 스퀘어 오피스 타워 X동 |      | 194.9m  | 44층 | 2001년 | 도쿄도 주오구                    | [ 85 ] [ 86 ]                                                            |
| 48   | 니혼바시 미쓰이 타워                          |      | 194.7m  | 39층 | 2005년 | 도쿄도 주오구                    | [ 87 ] [ 88 ]                                                            |
| 49   | 산노 파크 타워                                |      | 194.5m  | 44층 | 2000년 | 도쿄도 지요다구                  | [ 89 ] [ 90 ]                                                            |
| 50   | 손포재팬 닛폰코아 본사 빌딩                   |      | 193.0m  | 43층 | 1976년 | 도쿄도 신주쿠구                  | [ 91 ] [ 92 ]                                                            |
| 51   | 더 파크 하우스 나카노시마 타워                | —    | 192.93m | 55층 | 2017년 | 오사카부 오사카시 기타구         |                                                                          |
| 52   | 닛폰 TV 타워                                  |      | 192.8m  | 32층 | 2003년 | 도쿄도 미나토구                  | [ 93 ] [ 94 ]                                                            |
| 53=  | THE TOKYO TOWERS 시타와                       |      | 192.3m  | 58층 | 2008년 | 도쿄도 주오구                    | [ 95 ] [ 96 ]                                                            |
| 53=  | THE TOKYO TOWERS 미드 타워                    |      | 192.3m  | 58층 | 2008년 | 도쿄도 주오구                    | [ 97 ] [ 98 ]                                                            |
| 55   | 가치도키 뷰 타워                              |      | 192.2m  | 55층 | 2010년 | 도쿄도 주오구                    | [ 99 ]                                                                   |
| 56   | 도미히사 크로스                               |      | 191.0m  | 55층 | 2015년 | 도쿄도 신주쿠구                  | [ 100 ]                                                                  |
| 57   | 액티 시오도메                                 |      | 190.3m  | 56층 | 2004년 | 도쿄도 미나토구                  | [ 101 ] [ 102 ]                                                          |
| 58   | 다이나고야 빌딩                               |      | 190.0m  | 34층 | 2015년 | 아이치현 나고야시 나카무라구     | [ 103 ]                                                                  |
| 59   | 하비스 오사카                                 |      | 189.7m  | 40층 | 1997년 | 오사카부 오사카시 기타구         | [ 104 ] [ 105 ]                                                          |
| 60   | 신주쿠 아이랜드타워                           |      | 189.4m  | 44층 | 1995년 | 도쿄도 신주쿠구                  | [ 106 ] [ 107 ]                                                          |
| 61   | 아울 타워                                     |      | 189.2m  | 52층 | 2011년 | 도쿄도 도시마구                  | [ 108 ]                                                                  |
| 62   | Brillia Tower 이케부쿠로                      |      | 189.0m  | 49층 | 2015년 | 도쿄도 도시마구                  |                                                                          |
| 63   | 아타고 그린 힐스 MORI 타워                    |      | 188.0m  | 42층 | 2001년 | 도쿄도 미나토구                  | [ 109 ] [ 110 ]                                                          |
| 64   | 캐피탈 게이트 팰리스                          | —    | 187.0m  | 53층 | 2015년 | 도쿄도 주오구                    |                                                                          |
| 65   | 우메다 한큐 빌딩 오피스 타워                  |      | 187.0m  | 41층 | 2010년 | 오사카부 오사카시 기타구         | [ 111 ] [ 112 ]                                                          |
| 66   | 엘사 타워 55                                  |      | 185.8m  | 55층 | 1998년 | 사이타마현 가와구치시            | 사이타마현에서 가장 높은 빌딩, 2004년까지 일본에서 가장 비싼 아파트      |
| 67   | 시티 타워 무사시코스기                        |      | 185m    | 53층 | 2016년 | 가나가와현 가와사키시            |                                                                          |
| 68   | 세루리안 타워                                 |      | 184.0m  | 41층 | 2001년 | 도쿄도 시부야구                  | [ 115 ] [ 116 ]                                                          |
| 69   | 스미토모 부동산 신주쿠 오크 타워              |      | 183.8m  | 38층 | 2002년 | 도쿄도 신주쿠구                  | [ 117 ] [ 118 ]                                                          |
| 70   | 아파 호텔 & 리조트 도쿄 베이 마쿠하리         |      | 183.1m  | 49층 | 1995년 | 지바현 지바시 미하마구           | 지바현에서 가장 높은 빌딩                                                |
| 71   | 시부야 히카리에                               |      | 182.5m  | 34층 | 2012년 | 도쿄도 시부야구                  | 시부야 니 초메 21 지구 개발 계획 (도쿄 문화회관 부지 재개발 사업)        |
| 72=  | 센추리 파크 타워                              |      | 180.1m  | 54층 | 1999년 | 도쿄도 주오구                    | [ 122 ] [ 123 ]                                                          |
| 72=  | 나고야 루센트 타워                            |      | 180.1m  | 40층 | 2007년 | 아이치현 나고야시 니시구         | [ 124 ] [ 125 ]                                                          |
| —    | 나고야 TV탑                                   | —    | 180.1m  | 5층  | 1954년 | 아이치현 나고야시 나카구         | [ 126 ] [ 127 ]                                                          |
| 74=  | NEC 슈퍼 타워                                 |      | 180.0m  | 44층 | 1990년 | 도쿄도 미나토구                  | [ 128 ] [ 129 ]                                                          |
| 74=  | JA 빌딩                                       |      | 180.0m  | 37층 | 2009년 | 도쿄도 지요다구                  | [ 130 ] [ 131 ]                                                          |
| 74=  | 도쿄 니혼바시 타워                            |      | 180.0m  | 35층 | 2015년 | 도쿄도 주오구                    |                                                                          |
| 74=  | 도쿄 가든 테라스                              |      | 180.0m  | 36층 | 2016년 | 도쿄도 지요다구                  | [ 132 ]                                                                  |
| 74=  | 센다이 트러스트 타워                          |      | 180.0m  | 37층 | 2010년 | 미야기현 센다이시 아오바구       | 도호쿠 지방에서 가장 높은 빌딩                                           |

## 구조물
다음은 일본에 있는 높이 210m 이상의 자립식 구조물의 목록이다. 높이 첨탑과 안테나 마스트를 포함한 표준 높이 측정법에 근거한다.
| 순위 | 이름                          | 사진 | 높이   | 층수 | 완공   | 구조 유형         | 위치                                      | 비고                                                                 |
| ---- | ----------------------------- | ---- | ------ | ---- | ------ | ----------------- | ----------------------------------------- | -------------------------------------------------------------------- |
| 1    | 도쿄 스카이 트리              |      | 634m   | 31층 | 2012년 | 자립식 철탑       | 도쿄도 스미다구                           | 세계에서 가장 높은 자립식 전파탑이며 일본을 대표하는 전파탑          |
| 2    | 도쿄 타워                     |      | 334m   | 4층  | 1958년 | 자립식 철탑       | 도쿄도 미나토구                           | 세계에서 22번째로 높은 전파탑이며 일본에서 두 번째로 높은 전파탑     |
| 3    | 아카시 해협 대교              |      | 298.3m | —    | 1998년 | 현수교            | 효고현 고베시 다루미구·아와지시           | [ 136 ]                                                              |
| 4    | 오타카도야산 표준 전파 송신소 |      | 250.0m | —    | 1999년 | 지선있는 마스트   | 후쿠시마현 다무라시·후타바군 가와우치촌   | [ 137 ]                                                              |
| 5=   | NHK 쇼부 구키 라디오 방송소   |      | 245.0m | —    | 1982년 | 지선있는 마스트   | 사이타마현 구키시                         | [ 138 ]                                                              |
| 5=   | 세토 디지털 타워              |      | 245.0m | —    | 2003년 | 집약 전파탑       | 아이치현 세토시                           |                                                                      |
| 7    | 후쿠오카 타워                 |      | 234.0m | 5층  | 1989년 | 전망대            | 후쿠오카현 후쿠오카시 사와라구            | 후쿠오카현에서 가장 높은 전파탑                                      |
| 8=   | 다타라 대교                   |      | 226.0m | —    | 1999년 | 사장교            | 히로시마현 오노미치시·에히메현 이마바리시 | [ 141 ]                                                              |
| 8=   | 오미시마 지선                 |      | 226.0m | —    | 1962년 | 철탑              | 히로시마현 다케하라시                     |                                                                      |
| 10   | 지타 화력 발전소              |      | 220.0m | —    |        | 굴뚝              | 아이치현 지타시                           | [ 142 ]                                                              |
| 11   | G1TOWER                       |      | 213.5m | 9층  | 2010년 | 엘리베이터 연구탑 | 이바라키현 히타치나카시                   | 세계에서 가장 높은 엘리베이터 연구 시설, 이바라키현에서 가장 높은 탑 |
| 12   | 도시마 청소 공장              |      | 210.0m | 11층 | 1999년 | 굴뚝              | 도쿄도 도시마구                           | 세계에서 가장 높은 쓰레기 소각로 굴뚝                                |

## 현존하지 않는 건축물 및 구조물
다음은 예전에 일본에 존재했지만 해체 또는 파괴되어 현존하지 않는 높이 69m 이상의 건축물 및 구조물의 목록이다.
| 이름                                          | 사진 | 높이    | 층수 | 준공 연도 | 해체 연도 | 위치                     | 비고 |
| --------------------------------------------- | ---- | ------- | ---- | --------- | --------- | ------------------------ | --- |
| 쓰시마 오메가 신용 철탑                       |      | 454.8m  | —    | 1975년    | 1998년    | 나가사키현 쓰시마시      | 해체, 일본에서 역대 두 번째로 높은 철탑 사진은 일본 국토교통성의 국토 화상 정보(칼라 위성 사진)를 기초로 작성             |
| 이오지마 로란 C주국(2대)                      |      | 411.5m  | —    | 1965년    | 1993년    | 도쿄도 오가사와라촌      | 초대가 붕괴했기 때문에 재건됐으며, 1993년에 해체 사진은 일본 국토교통성의 국토 화상 정보(칼라 위성 사진)를 기초로 작성    |
| 미나미토리섬 로란 C국(초대)                   | —    | 411.5m  | —    | 1964년    | 1985년    | 도쿄도 오가사와라촌      | 미나미토리섬에 있던 발신국, 해체하는 높이를 축소하고 2대째를 재건                                                         |
| 이오지마 로란 C주국(초대)                     | —    | 411.5m  | —    | 1963년    | 1965년    | 도쿄도 오가사와라촌      | 이오섬(1968년 6월 25일까지 미국령)에 있던 발신국, 1965년에 붕괴                                                           |
| NHK 가와구치 송신소                           | —    | 312.8m  | —    | 1937년    | 1984년    | 사이타마현 가와구치시    | 해체, 2기의 안테나가 있었음                                                                                               |
| 요사미 송신소                                 | —    | 250.0m  | —    | 1929년    | 1993년    | 아이치현 가리야시        | |
| 미나미토리섬 로란 C국(2대)                    |      | 213.4m  | —    | 1986년    | 2000년    | 도쿄도 오가사와라촌      | 부식이 심했기 때문에 해체됨, 3대째를 재건                                                                                 |
| 미나미토리섬 로란 C국(3대)                    | —    | 213.0m  | —    | 2000년    | 2010년    | 도쿄도 오가사와라촌      | 2009년 12월 1일에 운용 정지, 이듬해인 2010년에 해체                                                                       |
| 팬 퍼시픽 코퍼 사가노세키 제련소 제일 큰 굴뚝 | —    | 167.6m  | —    | 1916년    | 2013년    | 오이타현 오이타시        | 2013년에 해체 |
| 오사카 타워                                   |      | 158.0m  | 2    | 1966년    | 2009년    | 오사카부 오사카시 기타구 | 2009년 해체 |
| 히타치 광산의 대형 굴뚝                       | —    | 155.70m | —    | 1914년    | 1993년    | 이바라키현 히타치시      | 1993년 2월 19일에 붕괴(하부 약 54m는 현존), 건설 초기에는 쇼코쿠지 7층탑 높이(106m)의 일본 역대 기록을 약 515년 만에 경신 |
| 아카사카 프린스 호텔 신관                     |      | 138.9m  | 39   | 1982년    | 2013년    | 도쿄도 지요다구          | 일본에서 가장 높은 빌딩이며, 해체된 빌딩                                                                                  |
| 소피텔 도쿄                                   |      | 112.0m  | 26   | 1994년    | 2007년    | 도쿄도 다이토구          | 일본에서 처음 해체된 높이 100m 이상의 빌딩                                                                                |

## 미완공 건축물 및 구조물

### 공사중
다음은 일본에서 공사중인 높이 180m 이상의 건축물 및 구조물의 목록이다. 뼈대만 완성하고 있는 건물도 포함한다.
| 이름                                                     | 높이     | 층수 | 완공 예정 | 도시                         | 비고 |
| -------------------------------------------------------- | -------- | ---- | --------- | ---------------------------- | ---- |
| 야니 초메 북지 구 제일 종 시가지 재개발 사업 A-1 지구    | 245m     | 45층 | 2021년    | 도쿄도 주오구                |      |
| 시부야 스크램블 광장 동쪽 본관                           | 228.3m   | 47층 | 2019년    | 도쿄도 시부야구              |      |
| 도라노몬 힐스 덴셜 타워                                  | 221m     | 54층 | 2020년    | 도쿄도 미나토구              |      |
| 다케시바 지역 개발 계획 건축 계획 (업무동)               | 210m     | 39층 | 2020년    | 도쿄도 미나토구              |      |
| 오오테마 치 잇 초메 2번가 구 일체 개발 사업 B동          | 200m     | 41층 | 2020년    | 도쿄도 지요다구              |      |
| 세계 무역 센터 빌딩 남관                                 | 197m     | 39층 | 2021년    | 도쿄도 미나토구              |      |
| 호텔 오쿠라 도쿄 본관 건체 계획                          | 195m     | 38층 | 2019년    | 도쿄도 미나토구              |      |
| 우메다 소네쟈키 계획                                     | 193m     | 56층 | 2022년    | 오사카부 오사카시 기타구     |      |
| 하마마츠 니 초메 C지구 시가지 재개발 사업                | 190m     | 47층 | 2021년    | 도쿄도 미나토구              |      |
| 우메다 1초메 1번지 계획 (한신 백화점 건체 공사)          | 189m     | 38층 | 2021년    | 오사카부 오사카시 기타구     |      |
| 센리추오 시 구역 타워                                    | 184.92m  | 52층 | 2019년    | 오사카부 도요나카시          |      |
| 도라노몬 힐스 비즈니스 타워                              | 183.415m | 36층 | 2019년    | 도쿄도 미나토구              |      |
| 히토토 히로시마                                          | 약 183m  | 54층 | 2020년    | 히로시마현 히로시마시 나카구 |      |
| 니혼바시 다카시마야 미쓰이 빌딩                          | 180m     | 31층 | 2018년    | 도쿄도 시부야구              |      |
| 도라노몬 트러스트 시티 월드 게이트                       | 180m     | 36층 | 2019년    | 도쿄도 미나토구              |      |
| 시부야 역 사쿠라가 오카 구 지구 재개발 계획 A 쿼드 A1 동 | 180m     | 36층 | 2019년    | 도쿄도 시부야구              |      |
| 도요 지구 1-1 도시 지역 재개발                           | 180m     | 50층 | 2021년    | 도쿄도 고토구                |      |

### 계획중
다음은 일본에 건설이 계획되어 있는 높이 180m 이상의 건축물 및 구조물의 목록이다.
| 이름                                                             | 높이   | 층수  | 완공 예정 | 도시                             | 비고     |
| ---------------------------------------------------------------- | ------ | ----- | --------- | -------------------------------- | -------- |
| 스카이 마일 타워                                                 | 1,700m | 400층 | 2045년    | 넥스트 도쿄                      | 계획중단 |
| 토치타워                                                         | 390.0m | 61층  | 2027년    | 도쿄도 지요다구, 주오구          | [ 150 ]  |
| W350 타워                                                        | 350m   | 70층  | 2041년    | 도쿄도                           |          |
| 도라노몬 및 아자부다이 지구 재개발 A 쿼드                        | 330m   | 65층  | 2022년    | 도쿄도 미나토구                  |          |
| 니혼 바시 잇 초메 중 지구 재개발                                 | 287m   | 51층  | 2025년    | 도쿄도 주오구                    |          |
| 도라노몬 및 아자부다이 지구 재개발 B-1 쿼드                      | 270m   | 63층  | 2022년    | 도쿄도 미나토구                  |          |
| 도라노몬 스테이션 타워                                           | 265m   | 48층  | 2022년    | 도쿄도 미나토구                  |          |
| 도쿄역 야 에스 잇 초메 동부 제일 종 시가지 재개발 사업 B 지구    | 250m   | 54층  | 2023년    | 도쿄도 주오구                    |          |
| 야 니 초메 중 지구 제일 종 시가지 재개발 사업                    | 240m   | 46층  | 2023년    | 도쿄도 주오구                    |          |
| 도라노몬 및 아자부다이 지구 재개발 B-2 쿼드                      | 240m   | 53층  | 2022년    | 도쿄도 미나토구                  |          |
| 니시신주쿠 서부 지구 재개발                                      | 235m   | 65층  | 2026년    | 도쿄도 신주쿠구                  |          |
| 시바우라 잇초메 건체 계획 S동                                    | 235m   | 47층  | 2029년    | 도쿄도 미나토구                  |          |
| 시바우라 잇초메 건체 계획 N동                                    | 235m   | 46층  | 2024년    | 도쿄도 미나토구                  |          |
| 신주쿠 밀라노 자리 부지 개발                                     | 225m   | 40층  | 2022년    | 도쿄도 신주쿠구                  |          |
| 미타 3 · 욘 초메 지구 시가지 재개발                              | 215m   | 42층  | 2023년    | 도쿄도 미나토구                  |          |
| 아카사카 니 초메 프로젝트                                        | 210m   | 43층  | 2024년    | 도쿄도 미나토구                  |          |
| 세계 무역 센터 빌딩 본관                                         | 200m   | 37층  | 2024년    | 도쿄도 미나토구                  |          |
| 시마 산 초메 지구 제일 종 시가지 재개발 사업                     | 199m   | 59층  | 2025년    | 도쿄도 주오구                    |          |
| 가쓰도키 동부 제일 종 시가지 재개발 사업                         | 195m   | 56층  | 2027년    | 도쿄도 주오구                    |          |
| 미나미 니 초메 C 지구 재개발 북동                                | 190m   | 51층  | 2024년    | 도쿄도 도시마구                  |          |
| 시마 산 초메 남부 지역 제일 종 시가지 재개발 사업                | 190m   | 50층  | 2024년    | 도쿄도 주오구                    |          |
| 풍해 지구 제일 종 시가지 재개발 사업 서동                        | 189m   | 56층  | 2025년    | 도쿄도 주오구                    |          |
| 풍해 지구 제일 종 시가지 재개발 사업 동쪽 본관                   | 189m   | 56층  | 2025년    | 도쿄도 주오구                    |          |
| 학교법인 일본 의과 대학 무사시 코스 캠퍼스 재개발 계획 C쿼드 N동 | 188m   | 50층  | 2023년    | 가나가와현 가와사키시 나카하라구 |          |
| 학교법인 일본 의과 대학 무사시 코스 캠퍼스 재개발 계획 C쿼드 S동 | 188m   | 50층  | 2023년    | 가나가와현 가와사키시 나카하라구 |          |
| 오사카 중앙 우체국 재건축 (우메다 산 초메 계획)                  | 187.0m | 40층  | 2022년    | 오사카부 오사카시 기타구         |          |
| 오시마 산 초메 1 번지 지구 시가지 재개발                         | 185m   | 50층  | 2022년    | 도쿄도 고토구                    |          |
| 미나미 니 초메 C지구 재개발 남쪽동                               | 185m   | —     | 2024년    | 도쿄도 도시마구                  |          |
| 하루미 5초메 서부 지구 개발 계획 5-5 쿼드                        | 180m   | 50층  | 2023년    | 도쿄도 주오구                    |          |
| 하루미 5초메 서부 지구 개발 계획 5-6 쿼드                        | 180m   | 50층  | 2023년    | 도쿄도 주오구                    |          |
| 니시 닛뽀리 역 시가지 재개발                                     | 180m   | —     | 2025년    | 도쿄도 아라카와구                |          |
| 요코하마 역 온 서쪽 출구 츠루야 지구 재개발 사업                 | 180m   | 44층  | 2022년    | 가나가와현 요코하마 시           |          |
| 가메이도 6초메 프로젝트 북동                                     | —      | 60층  | 2021년    | 도쿄도 고토구                    |          |
| 가메이도 6초메 프로젝트 남동                                     | —      | 60층  | 2021년    | 도쿄도 고토구                    |          |

### 계획 무산
다음은 일본에 건설이 계획되어 있던 높이 180m 이상의 건축물 및 구조물의 목록이다.
| 이름                                     | 높이   | 층수 | 완공 예정 | 도시                           | 비고                                     |
| ---------------------------------------- | ------ | ---- | --------- | ------------------------------ | ---------------------------------------- |
| 니시신주쿠 3초메 재개발 동쪽 오피스 빌딩 | 338.0m | 77층 | 미정      | 도쿄도 신주쿠구                | 일본에서 가장 높은 건물이 될 예정이었다. |
| 니시신주쿠 3초메 재개발 북쪽 주거동      | 245.0m | 66층 | 미정      | 도쿄도 신주쿠구                | [ 153 ] [ 154 ]                          |
| 니시신주쿠 3초메 재개발 남쪽 주거동      | 245.0m | 66층 | 미정      | 도쿄도 신주쿠구                | [ 155 ] [ 156 ]                          |
| 무사시 우라와 역 3초메 도시지역 재개발   | 210m   | 61층 | 미정      | 사이타마현 사이타마시 미나미구 | [ 157 ]                                  |
| 니시신주쿠 3초메 재개발 서쪽 주거동      | 190.0m | 48층 | 미정      | 도쿄도 신주쿠구                | [ 158 ] [ 159 ]                          |

## 일본에서 가장 높은 마천루의 변천
다음은 일본에서 가장 높은 마천루의 변천 목록이다. 건축물만의 목록이며, 구조물은 포함되지 않는다.
| 이름                    | 사진 | 시기            | 높이   | 층수 | 위치                         | 비고                        |
| ----------------------- | ---- | --------------- | ------ | ---- | ---------------------------- | --------------------------- |
| 고카이햣카텐            |      | 1888년 ~ 1889년 | 31.0m  | 5층  | 오사카부 오사카시 나니와구   | 통칭은 ‘미나미의 5층’       |
| 료운카쿠                |      | 1889년 ~ 1890년 | 39.0m  | 9층  | 오사카부 오사카시 기타구     | 통칭은 ‘기타 9층’           |
| 료운카쿠                |      | 1890년 ~ 1923년 | 약 52m | 12층 | 도쿄도 다이토구              | 1923년 간토 대지진으로 붕괴 |
| 제일 상호관             |      | 1923년 ~ 1935년 | 45.0m  | 7층  | 도쿄도 주오구                |                             |
| 미쓰코시 본점 (증축 후) |      | 1935년 ~ 1936년 | 60.0m  | 7층  | 도쿄도 주오구                |                             |
| 국회의사당              |      | 1936년 ~ 1964년 | 65.5m  | 9층  | 도쿄도 지요다구              | [ 162 ]                     |
| 호텔 뉴 오타니 도쿄     |      | 1964년 ~ 1968년 | 72.1m  | 17층 | 도쿄도 지요다구              | [ 163 ]                     |
| 가스미가세키 빌딩       |      | 1968년 ~ 1970년 | 156.0m | 36층 | 도쿄도 지요다구              | [ 164 ]                     |
| 도쿄 세계무역센터       |      | 1970년 ~ 1971년 | 162.6m | 40층 | 도쿄도 미나토구              | [ 165 ]                     |
| 게이오 플라자 호텔      |      | 1971년 ~ 1974년 | 179.6m | 47층 | 도쿄도 신주쿠구              | [ 166 ]                     |
| 신주쿠 스미토모 빌딩    |      | 1974년          | 210.3m | 52층 | 도쿄도 신주쿠구              | [ 48 ]                      |
| 신주쿠 미쓰이 빌딩      |      | 1974년 ~ 1977년 | 224.9m | 55층 | 도쿄도 신주쿠구              | [ 32 ]                      |
| 선샤인 60               |      | 1978년 ~ 1990년 | 239.7m | 60층 | 도쿄도 도시마구              | [ 21 ]                      |
| 도쿄도청 제1본청사      |      | 1991년 ~ 1993년 | 242.9m | 48층 | 도쿄도 신주쿠구              | [ 17 ]                      |
| 요코하마 랜드마크 타워  |      | 1993년 ~ 2013년 | 295.6m | 70층 | 가나가와현 요코하마시 니시구 | [ 11 ]                      |
| 아베노하루카스          |      | 2014년 ~        | 300.0m | 60층 | 오사카부 오사카시 아베노구   |                             |

## 같이 보기
- 마천루
- 일본의 마천루
- 각 도도부현의 마천루 목록